# Thierry Escaich

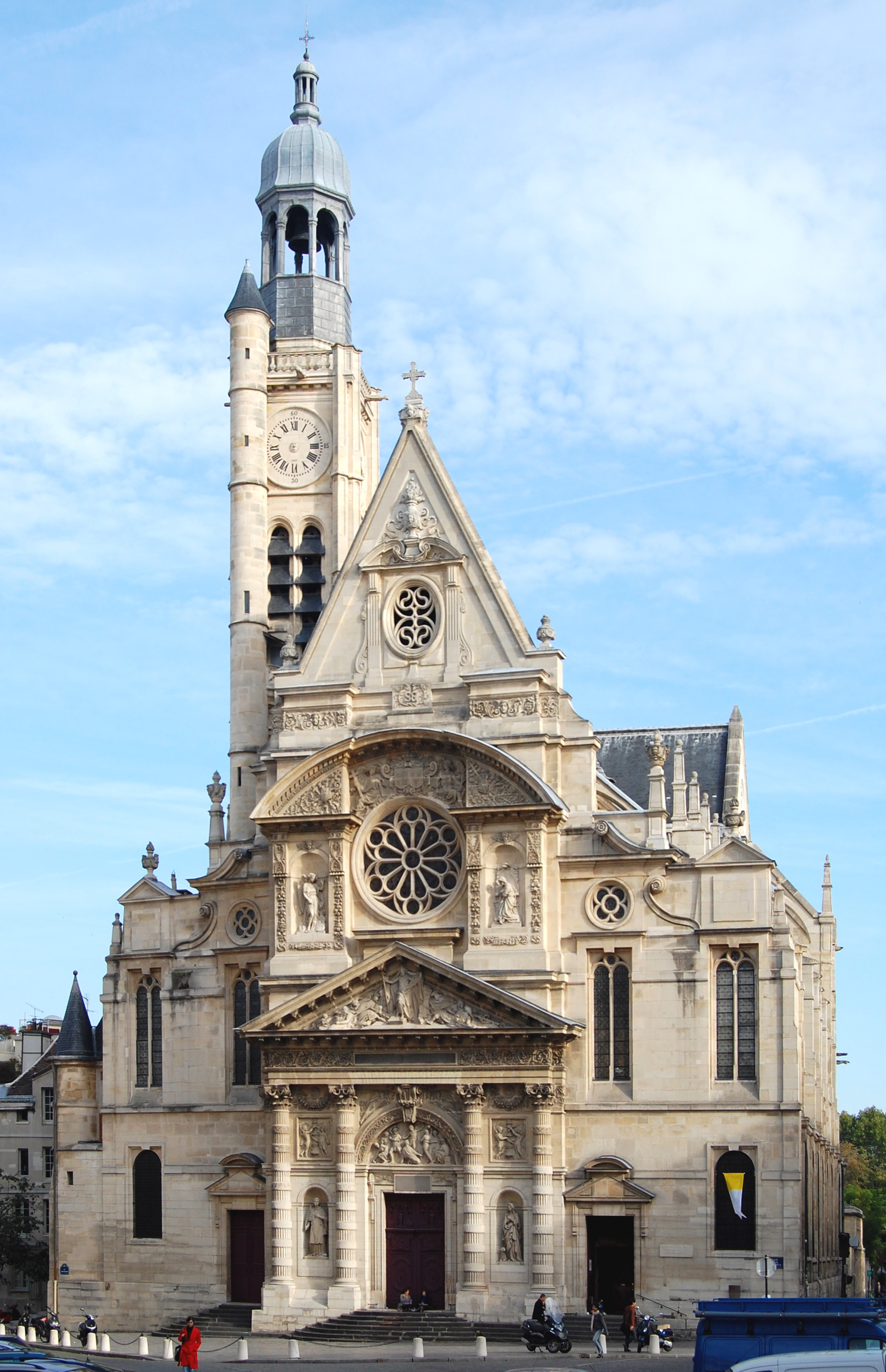
Thierry Escaich ist seit 1997 Titularorganist an der Pariser Kirche St. Étienne-du-Mont.

Thierry Escaich (* 8. Mai 1965 in Nogent-sur-Marne) ist ein französischer Organist, Komponist und Hochschullehrer.

## Leben
Seine musikalischen Studien führte er am Conservatoire national supérieur de musique de Paris durch, wo er acht erste Preise, und zwar in Harmonielehre, Kontrapunkt, Fuge, Orgelspiel, Orgelimprovisation, Analyse, Komposition und Orchestration, errang. Darüber hinaus ist er Preisträger bedeutender internationaler Kompositions- und Improvisationswettbewerbe.
Im Oktober 1992 wurde Escaich als Professor für Tonsatz und Improvisation an das Conservatoire national supérieur de musique de Paris berufen, seit 1997 ist er außerdem Titularorganist der großen Orgel der Pfarrkirche Saint-Étienne-du-Mont in Paris, der früheren Wirkungsstätte von Maurice Duruflé und dessen Frau Marie-Madeleine. Neben diesen Ämtern verfolgt er eine internationale Karriere als Komponist und Konzertorganist. Seit 2013 ist Escaich als Nachfolger von Jacques Taddei Mitglied der Académie des Beaux-Arts. Im April 2024 wurde er zusammen mit Olivier Latry und Vincent Dubois zum Titularorganisten der Kathedrale Notre-Dame de Paris ernannt.

## Werke
Opern
- Claude, UA: März 2013, Opéra National de Lyon, Libretto von Robert Badinter nach Claude Gueux von Victor Hugo.[2]
- Shirine, Entstanden 2020, UA: Mai 2022, Opéra National de Lyon, Libretto von Atiq Rahimi nach dem alten persischen Epos Chosrau und Schirin von Nezami
- Point d’orgue, UA: 2021 als Internet-Stream, Libretto von Olivier Py

Konzerte
- Orgelkonzert Nr. 1, für Orgel und Orchester (1995)
- Orgelkonzert Nr. 2, für Orgel, Streichorchester und zwei Perkussionisten (2006)
- Cellokonzert Nr. 1, für Cello und Orchester (2014)
- Orgelkonzert Nr. 3 Quatre Visages du temps, für Orgel und Orchester (2017); Uraufführung am 18. Juli 2017 in Kanazawa (Japan), Deutsche Erstaufführung am 25. Januar 2019 in Dresden: Dresdner Philharmonie unter Stéphane Denève mit Olivier Latry (Orgel) mit den Sätzen:
  - „Source“ – Andantino con moto
  - „Masques“ – Vivace molto
  - „Romance“ – Andnatino con moto – attacca
  - „Après la nuit“ – Adagio. Tempo rubato
- Cellokonzert Nr. 2 Les chants de l’aube, für Cello und Orchester (2023)